# Enseignement agricole en France

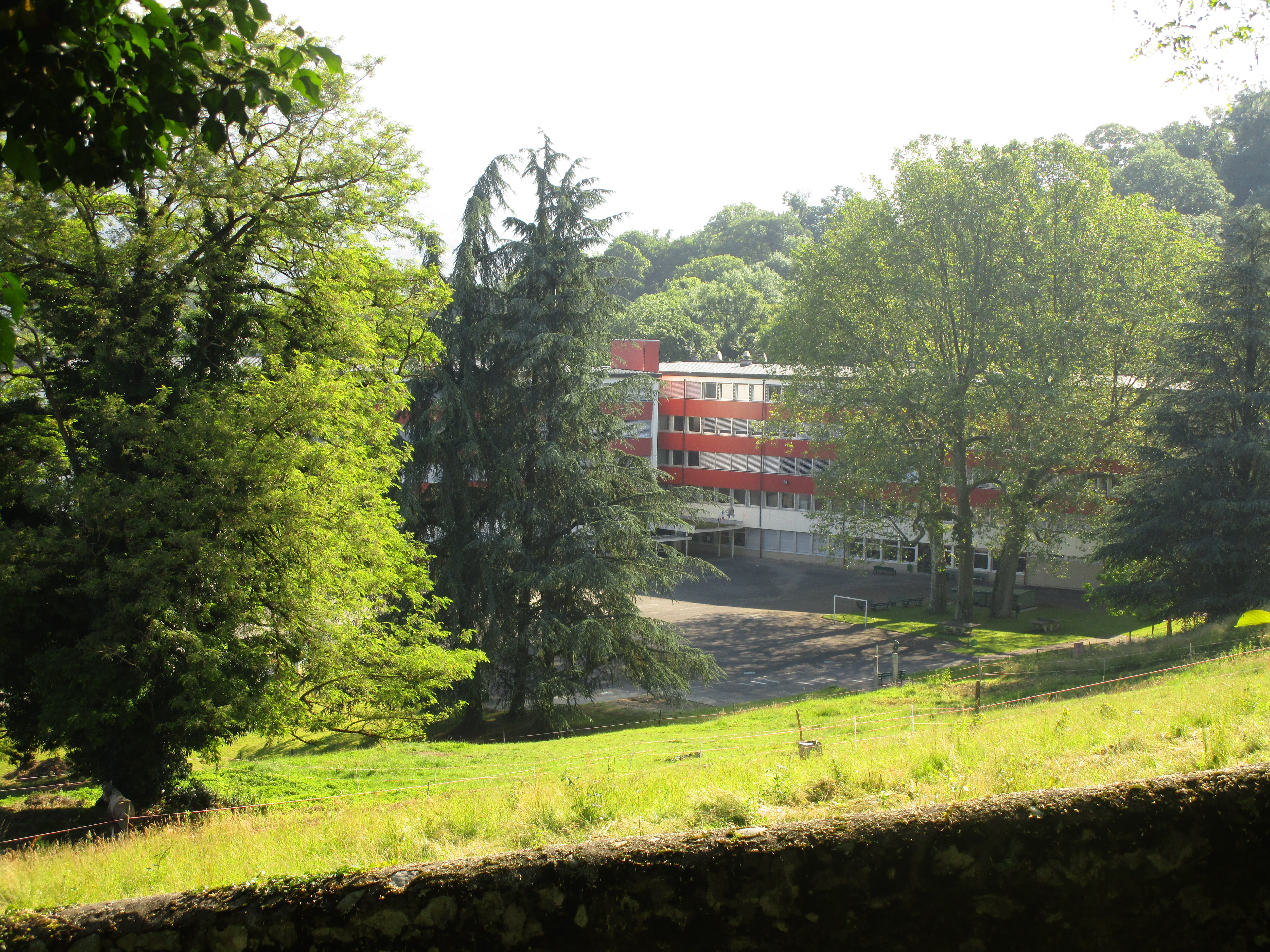
Lycée professionnel agricole de La Cardinière à Chambéry

Pour des articles plus généraux, voir Enseignement agricole et Agriculture en France.
L'enseignement agricole en France dépend du ministère de l'Agriculture. Ce secteur recouvre des formations secondaires et supérieures dans tous les secteurs de l'économie rurale à savoir : l'agronomie, l'élevage, le machinisme agricole, l’œnologie, l'horticulture, l'environnement, la médecine vétérinaire ainsi que les services à la personne et dans les collectivités locales. 
La formation agricole peut démarrer en classe de 4e et peut se poursuivre jusqu'au doctorat. Le nombre d'élèves et apprentis dépasse 210 000. 35 % des élèves, 62 % des étudiants et 72 % des apprentis sont accueillis dans les établissements publics.
Il est régi par le livre VIII du code rural et de la pêche maritime, mais certaines dispositions du code de l'éducation lui sont applicables.

## Histoire

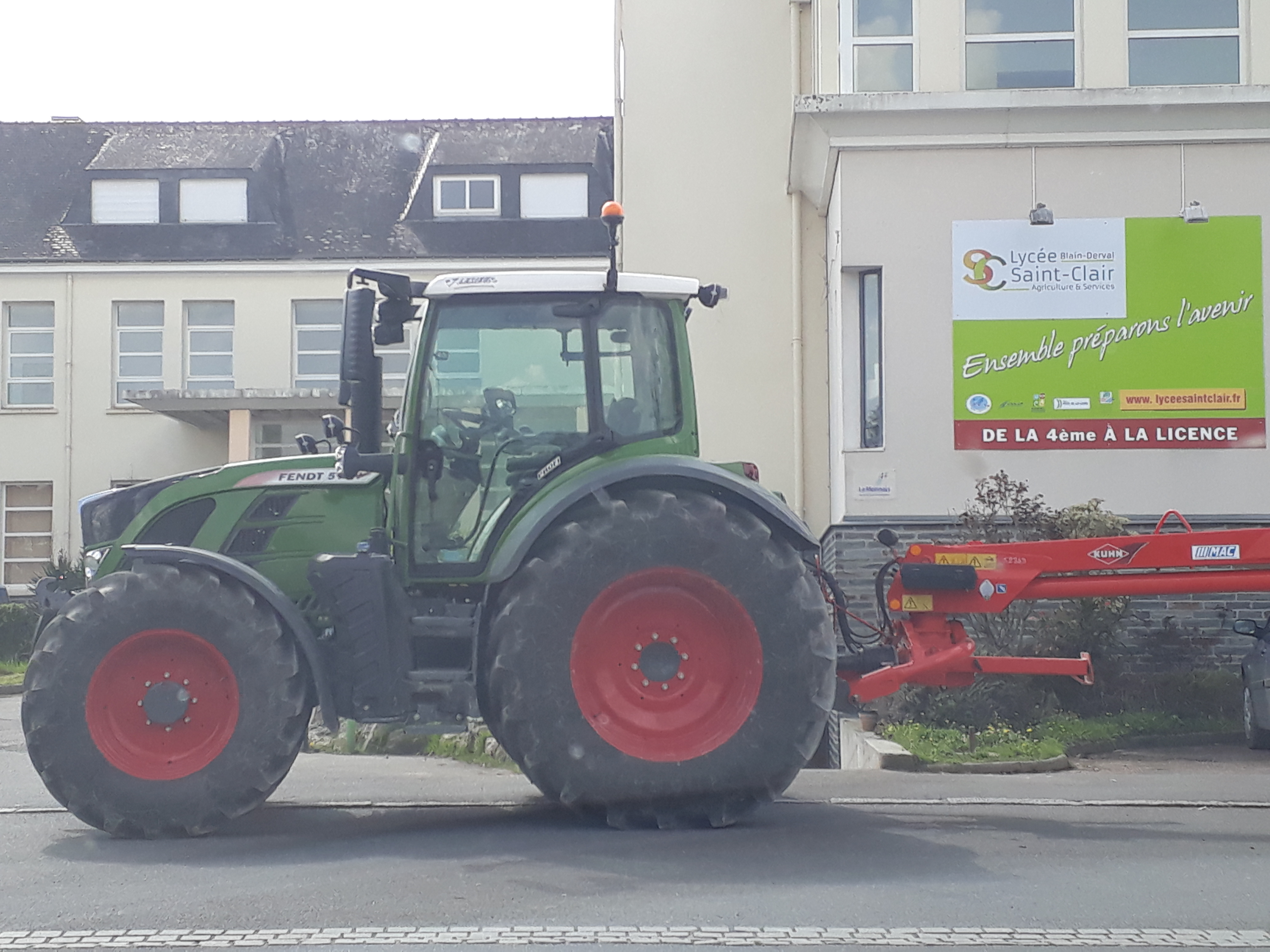
Lycée agricole à Derval

Les premiers établissements d'enseignement agricole datent de l'Ancien Régime ; ils concernaient essentiellement la science vétérinaire. 
Les écoles pratiques d'agriculture et les études supérieures d'agronomie sont créées tout au long du XIXe siècle et se sont modernisées sans interruption de fonctionnement jusqu'à aujourd'hui, pour devenir des lycées agricoles et des écoles d'ingénieurs.
Les « lois de modernisation agricole » de 1962 instaurent la parité avec l'Éducation nationale, tout en laissant la compétence de l'enseignement agricole au ministère de l'Agriculture. C'est pourquoi le contenu des formations est élaboré par le Ministère de l'agriculture et non par le ministère de l'Éducation nationale.
Depuis les années 1990, l'environnement, et la santé environnementale prennent une certaine l'importance, notamment dans le contexte de l'adaptation au changement climatique et des crises sanitaires récurrentes (crise de la vache folle notamment, liée à un prion pathogène, mais avec la succession de nombreuses autre épizooties (virales, parasitaires ou bactériennes avec apparition de souches antibiorésistantes et/ou « hautement pathogènes » par exemple source d'un risque pandémique lié à la grippe aviaire). Cependant, en 2025, le sociologue de l'éducation et de la formation, Joachim Benet Rivière, constate que si « la plupart des lycées agricoles publics ont donc désormais un atelier en agriculture biologique permettant à leurs élèves d'expérimenter de nouvelles pratiques culturales (...) Cela ne conduit cependant pas à la création d'un enseignement théorique, ce qui est critiqué par les promoteurs de l'agriculture biologique. Développées ces dernières années, les formations professionnelles spécialisées en agriculture biologique restent plutôt rares. Elles ne concernent qu'une dizaine d'établissements sur les 800 établissements que compte l'enseignement agricole (...) La place du bio reste donc encore marginale dans les formations initiales et réduite dans des espaces bien délimités ».

## Champs de formation

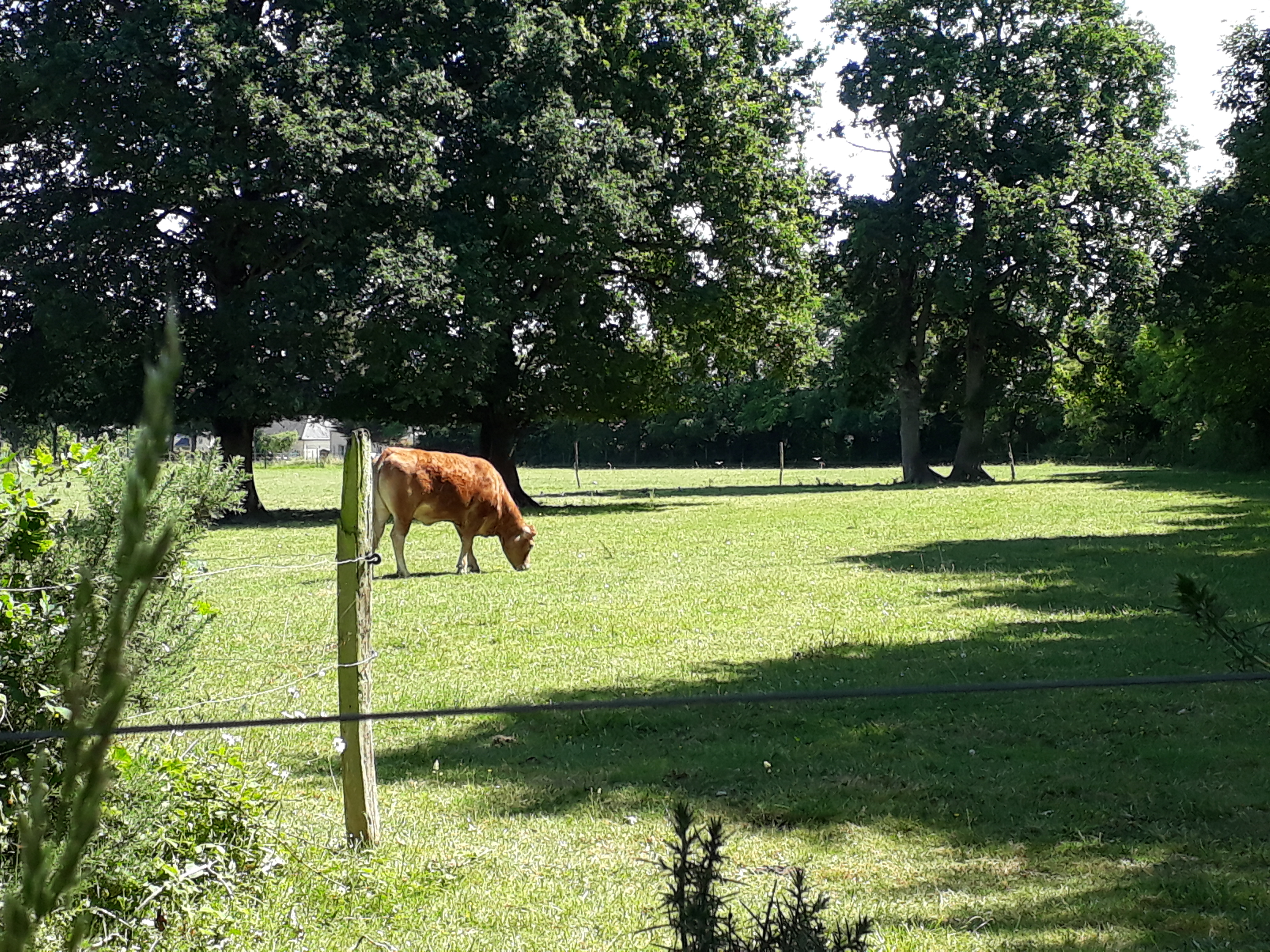
Vache du cheptel de la ferme pédagogique (lycée agricole de Derval)

### Services
Les établissements agricoles proposent des formations appuyées sur l'économie rurale, qu'elle soit liée à la production alimentaire et de boissons, l'entretien des paysages, horticulture. Les formations incluent aussi les services à la personne en milieu rural pour les métiers de la petite enfance jusqu'aux soins prodigués pour les personnes âgées, ainsi que le travail en collectivités territoriales (Services aux personnes et aux territoires) qui font, en partie, à la suite de l'évolution et de la modernisation des écoles ménagères.

### Horticulture

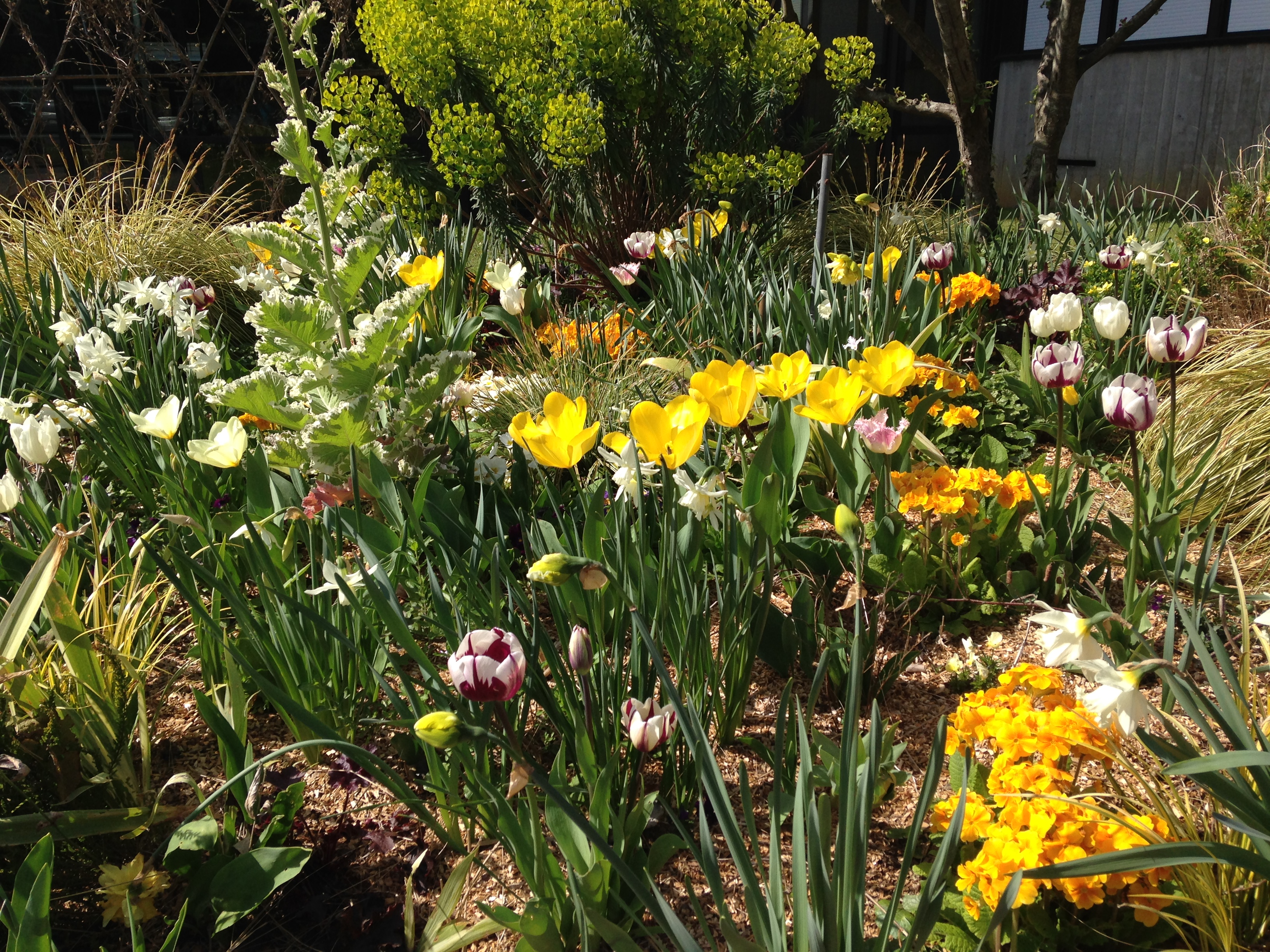
Aménagement végétal à l'école d'Angers spécialisée en horticulture et en paysage.

L'enseignement de l'horticulture est une filière très demandée. Le métier d'horticulteur devient de plus en plus exigeant et donc, les horticulteurs doivent être formés rigoureusement. La gamme variétale est telle qu'un horticulteur ne peut pas connaître toutes les plantes. L'enseignement horticole se base sur deux grands axes :
- la production de plantes d'ornement (arbustes, arbres, etc.) ;
- la production de plantes en floriculture (plantes annuelles, vivaces, etc.).

### Viticulture et œnologie
Il existe de nombreuses formations en viticulture, et œnologie, à différents degrés de qualification, selon la nomenclature des niveaux de formation en France. Ce sont des formations spécialisées, regroupant des enseignements scientifiques de viniculture, biologie, d'agronomie, de pédologie, de machinisme agricole, de chimie, de microbiologie, mais aussi des enseignements généraux comme l'économie, le droit viticole et sa législation, et pour certaines le marketing, le management, etc.

## Organisation

### Répartition et effectifs
L’enseignement agricole compte, en 2018, 806 établissements scolaires : 216 lycées agricoles publics, 365 maisons familiales rurales, 214 lycées agricoles privés, 11 centres médico-éducatifs, 18 établissements d’enseignement supérieur agronomique, vétérinaire et de paysage dont 12 établissements publics et 6 établissements privés et 2 établissements d’enseignement à distance.

### Administration des établissements scolaires et universitaires
L'enseignement agricole dépend du ministère de l'Agriculture, il dispose d'une direction générale de l'Enseignement et de la Recherche. Celle-ci a la responsabilité des orientations pédagogiques et de l'activité éducatrice de tous les établissements, centres ou organismes de formation et d'enseignement supérieurs et techniques, publics et privés.
L'Inspection de l'enseignement agricole est placée auprès du directeur général de l'enseignement et de la recherche, elle est chargée des missions permanentes d'inspection, d'expertise et d'appui.
Au niveau régional, le ministère est représenté par les directions régionales de l'Alimentation, de l'Agriculture et de la Forêt. Le directeur régional de l'Alimentation, de l'Agriculture et de la Forêt exerce à la fois, en matière d'enseignement agricole, les attributions des recteurs d'académie et des directeurs académiques des services de l'Éducation nationale pour l'enseignement non-agricole.
Le ministre de l'agriculture est conseillé par le Conseil national de l'enseignement agricole et, pour l'enseignement supérieur, par le Conseil national de l'enseignement supérieur et de la recherche agricole, agroalimentaire et vétérinaire.
Le Conseil national de l'enseignement agricole est représenté par un membre au sein du Conseil supérieur de l'éducation.
Les enseignants des lycées agricoles publics sont formés au sein de l'École nationale supérieure de formation de l’enseignement agricole de Toulouse (Ex-ENFA), à Auzeville-Tolosane.

### Réseaux d'établissements privés, non confessionnels et catholiques, ancrés historiquement
La Fédération pour la promotion de l’enseignement agricole public (APREFA) est créée en 1975. Le CNEAP est une fédération professionnelle d’établissements catholiques. L'Union nationale rurale d'éducation et de promotion (UNREP) est également une des fédérations d'enseignement privé agricole non confessionnel.

## Enseignement secondaire

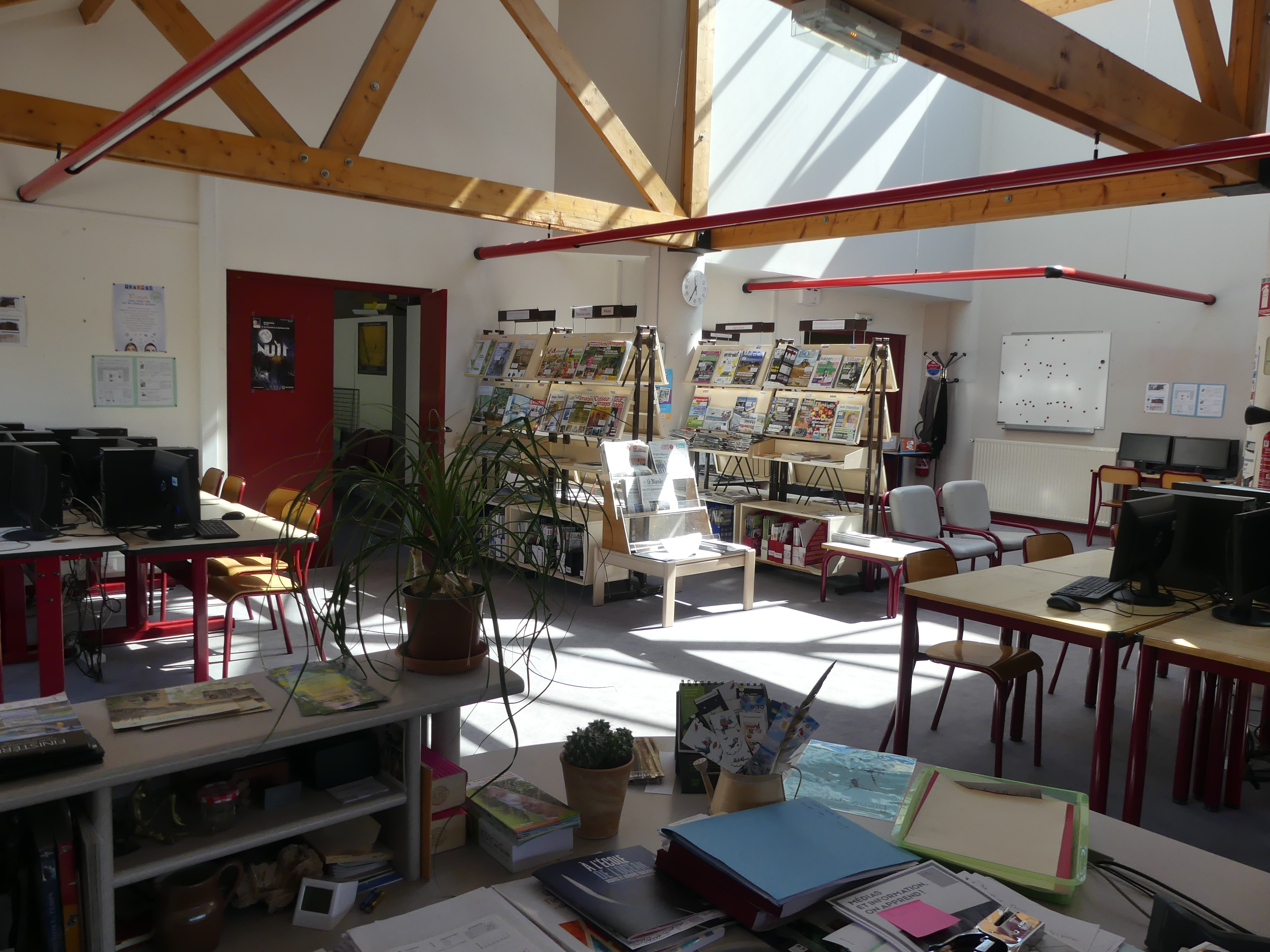
CDI du lycée agricole de Suscinio (Morlaix)

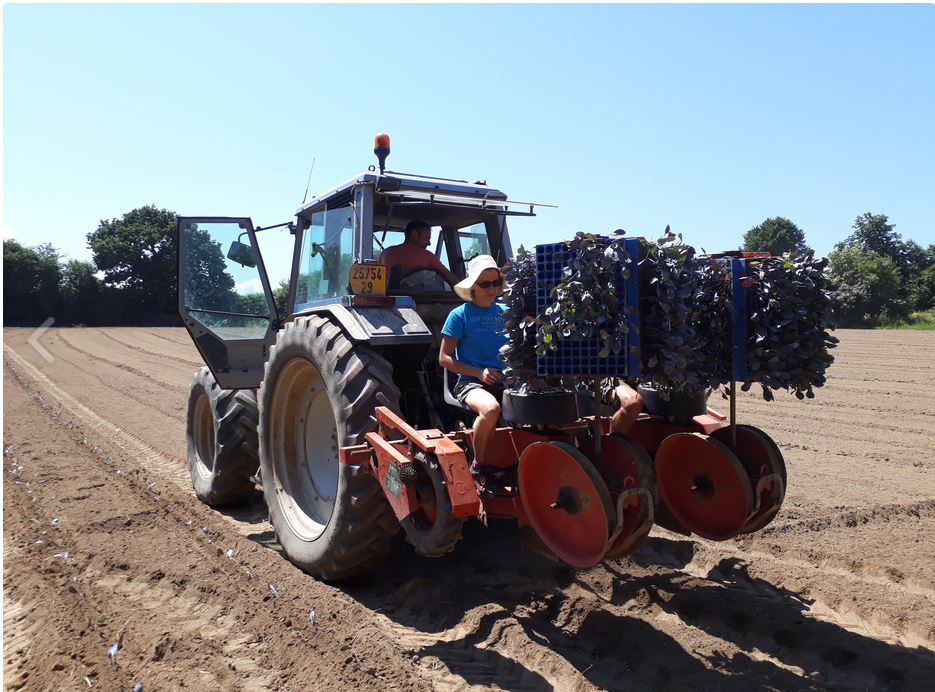
Plantation de choux, exercice réalisé au lycée agricole de Suscinio à Morlaix

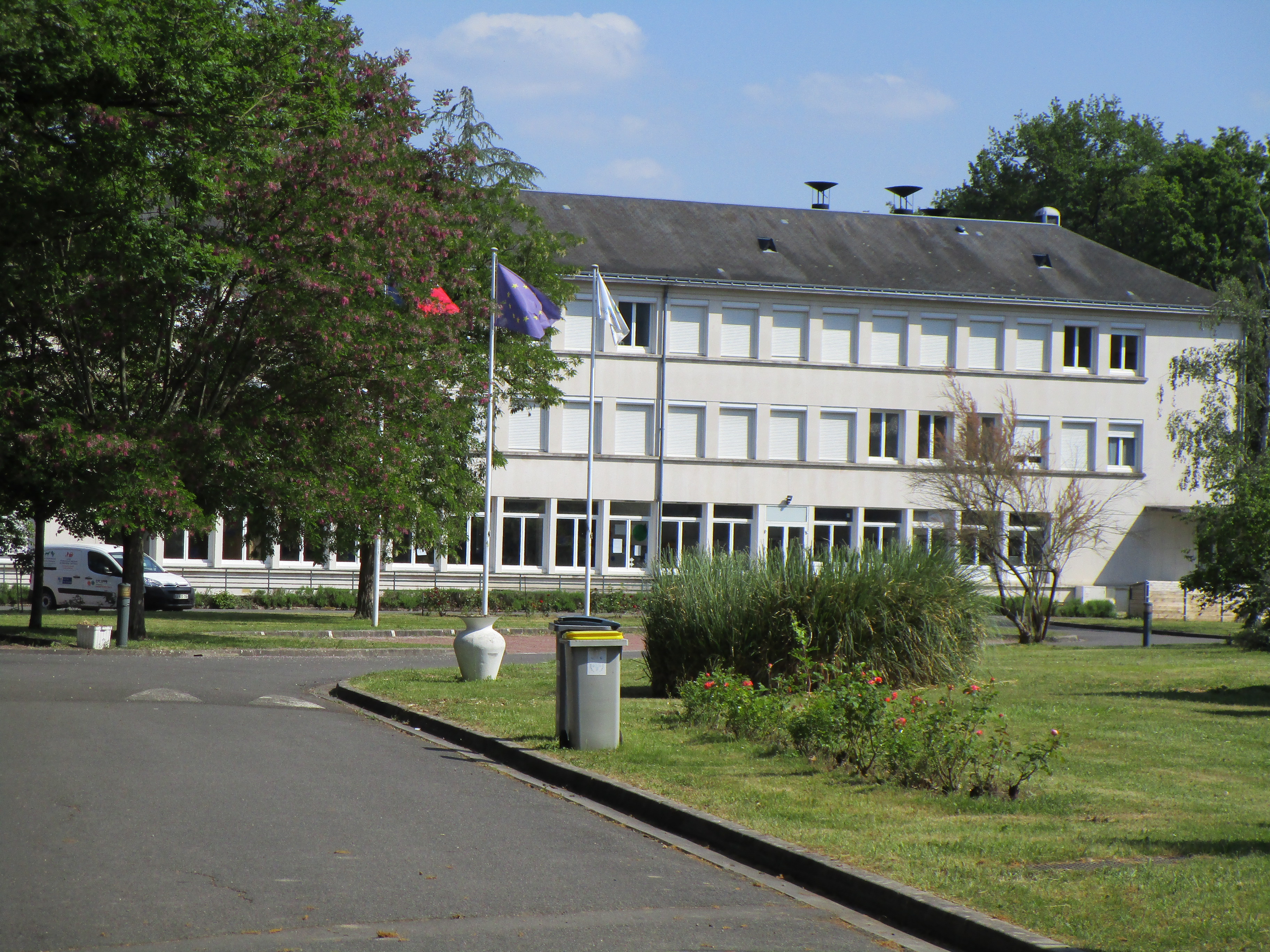
Le lycée agricole de Chambray-lès-Tours.

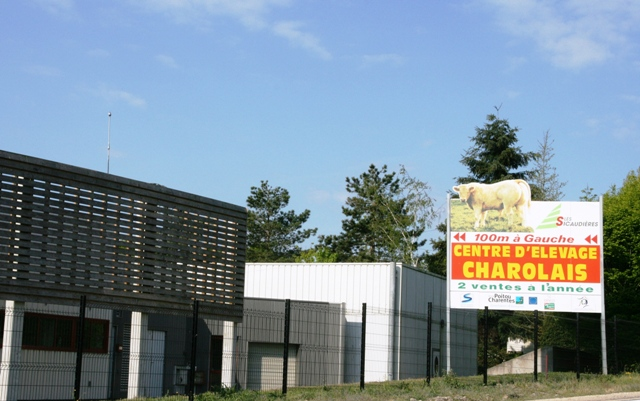
Ferme d'application au lycée agricole des Sicaudières

### Collège agricole
Cet enseignement peut commencer dès la classe de quatrième du collège tandis que d'autres élèves le rejoignent plus tard. 

### Lycée publics ou privés, MFR et CFA
L'enseignement agricole est donné dans les lycées agricoles d'enseignement général, technologique et professionnel agricole (LEGTPA),ainsi que dans les centres de formation d'apprentis (CFA), établissements publics, ou dans des établissements privés telles que les maisons familiales rurales (MFR) et les établissements des réseaux CNEAP ou  UNREP. 
Il existe des lycées spécialisés plus particulièrement dans l'horticulture, les lycées horticoles. Il existe des lycées spécialisés dans l'élevage. Enfin, il existe, de façon anecdotique, des établissements publics et privés proposant des formations de niveau du Bac professionnel par la voie de l'enseignement à distance  : cours par correspondance.

### CAPA
L'enseignement agricole secondaire permet d'acquérir le certificat d'aptitude professionnelle agricole (CAPa). 
Le Certificat d'aptitude professionnelle agricole option Vigne et Vin forme des ouvriers viticoles et vinicoles.

### Baccalauréat Professionnel et technologique
Il permet de préparer les diplômes suivants, qui sont les homologues de ceux de l'enseignement général, technologique et professionnel :
- baccalauréat professionnel agricole qui comprend 16 spécialités[10] :
  - agroéquipement ;
  - aménagements paysagers ;
  - conduite d'activités d'élevage et d'hébergement dans le secteur canin-félin ;
  - conduite et gestion de l'entreprise agricole ;
  - conduite et gestion d'une entreprise vitivinicole ;
  - conduite et gestion de l'entreprise hippique ;
  - conduite de productions horticoles (arbres, arbustes, fruits, fleurs, légumes) ;
  - conduite de productions aquacoles ;
  - forêt ;
  - gestion des milieux naturels et de la faune ;
  - services aux personnes et animation dans les territoires ;
  - laboratoire contrôle qualité ;
  - technicien conseil vente en animalerie ;
  - technicien conseil vente univers jardinerie ;
  - technicien conseil vente en alimentation (produits alimentaires et boissons) ;
  - technicien en expérimentation animale ;
- Baccalauréat professionnel « Vigne et vin ».

- baccalauréat sciences et technologies de l'agronomie et du vivant (STAV),
- baccalauréat général, spécialité Biologie-Écologie[Note 1].

### Certifications professionnelles
Des certificats de spécialisation agricole (CS), diplômes de niveau 3, 4 ou 5, peuvent être obtenus en formation adulte ou en apprentissage.

## Enseignement supérieur

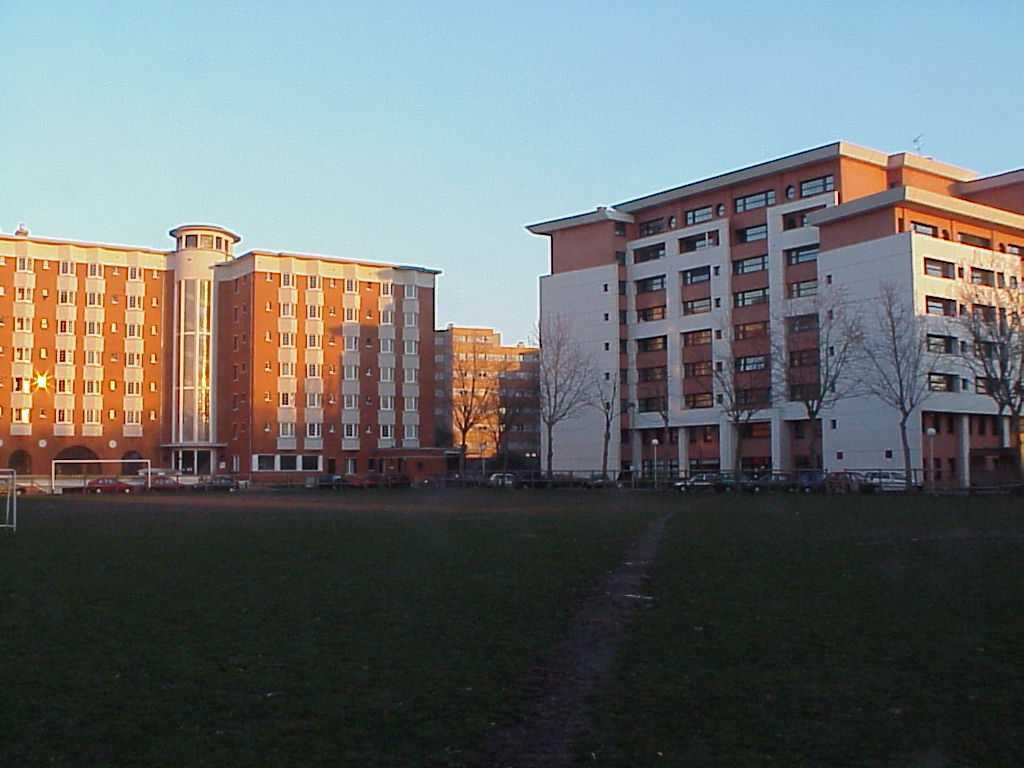
Cité universitaire de l'école nationale vétérinaire d'Alfort (ENV)

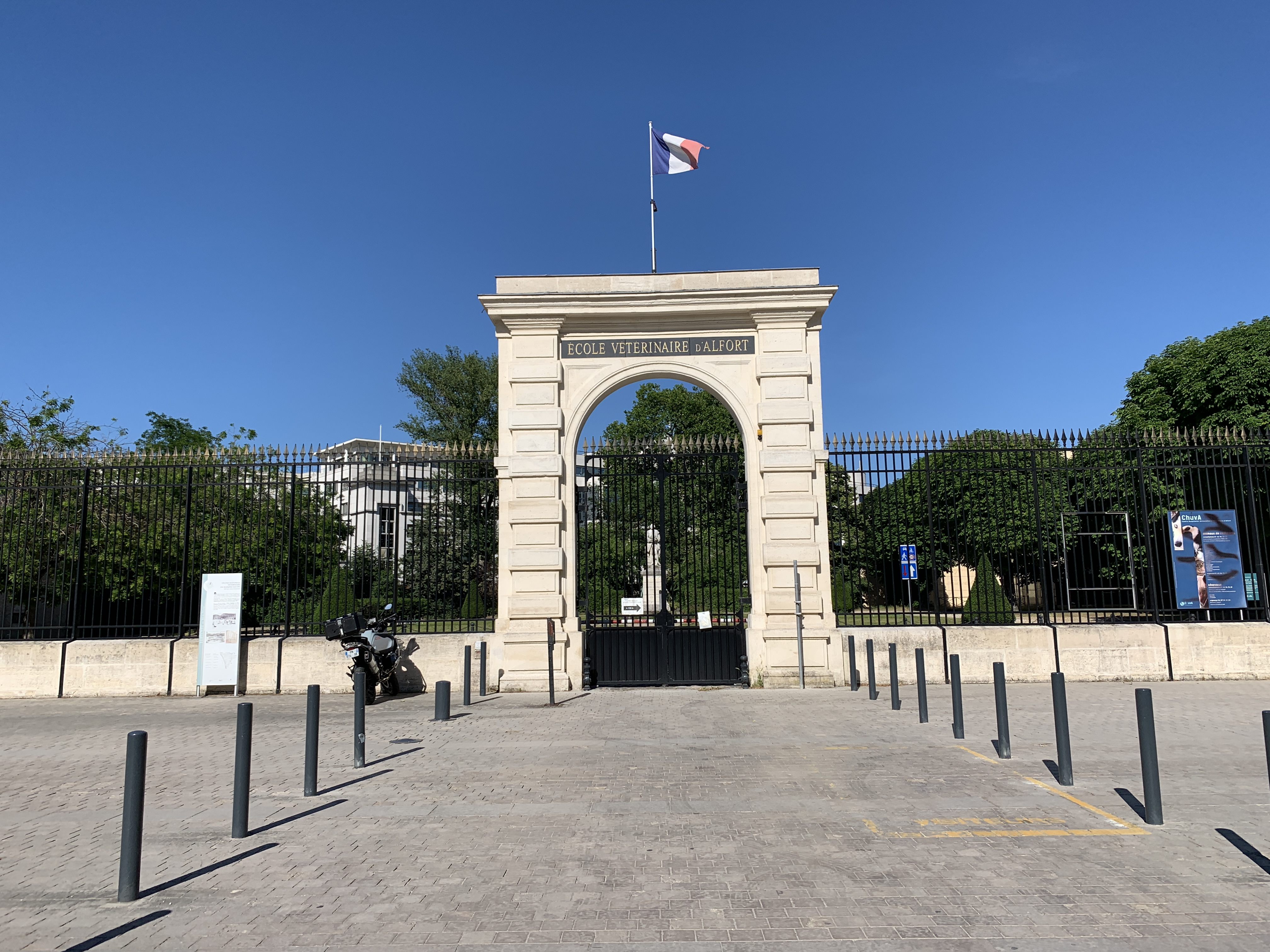
Entrée de l'école nationale vétérinaire d'Alfort

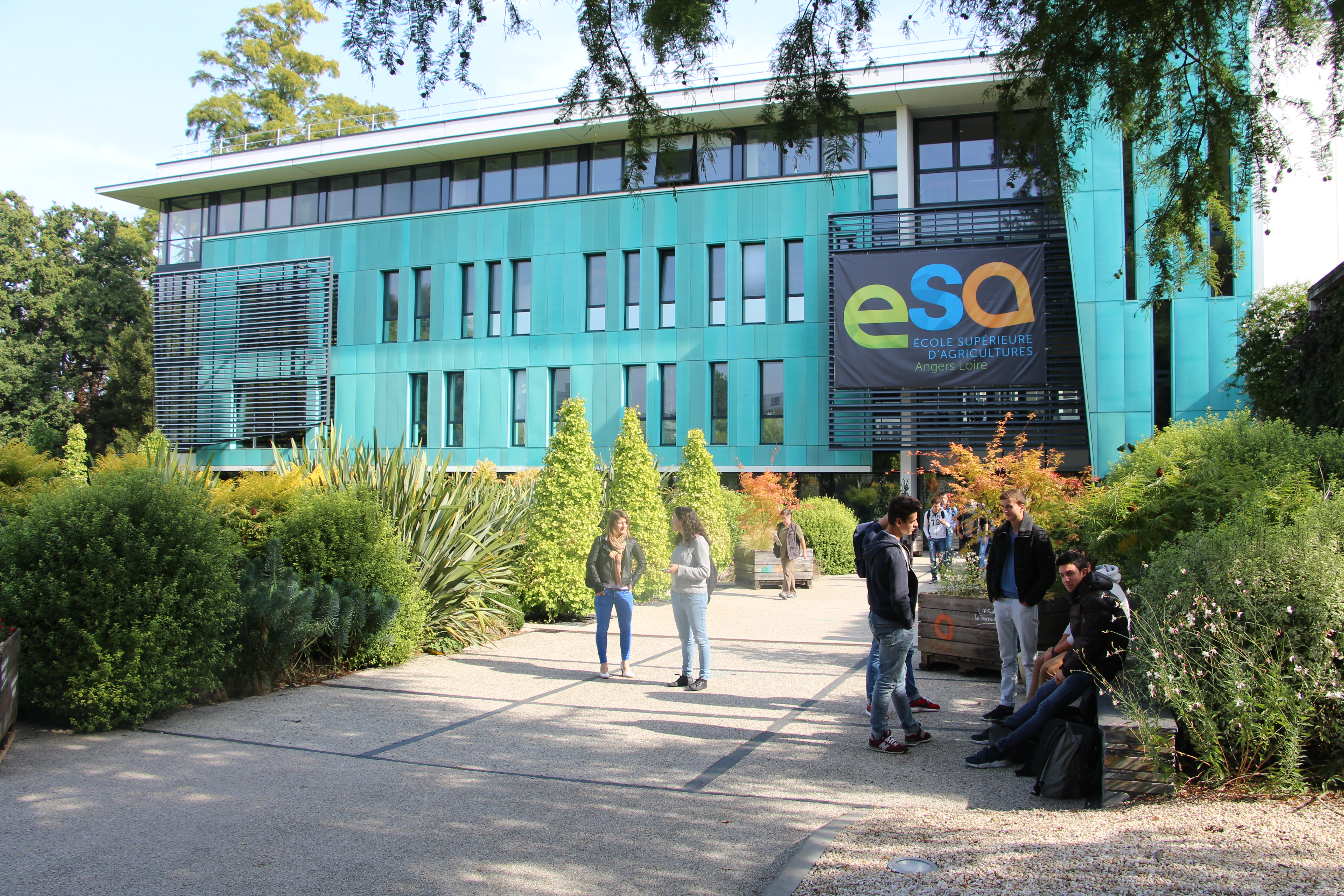
École supérieure d'agricultures à Angers

### BTSA

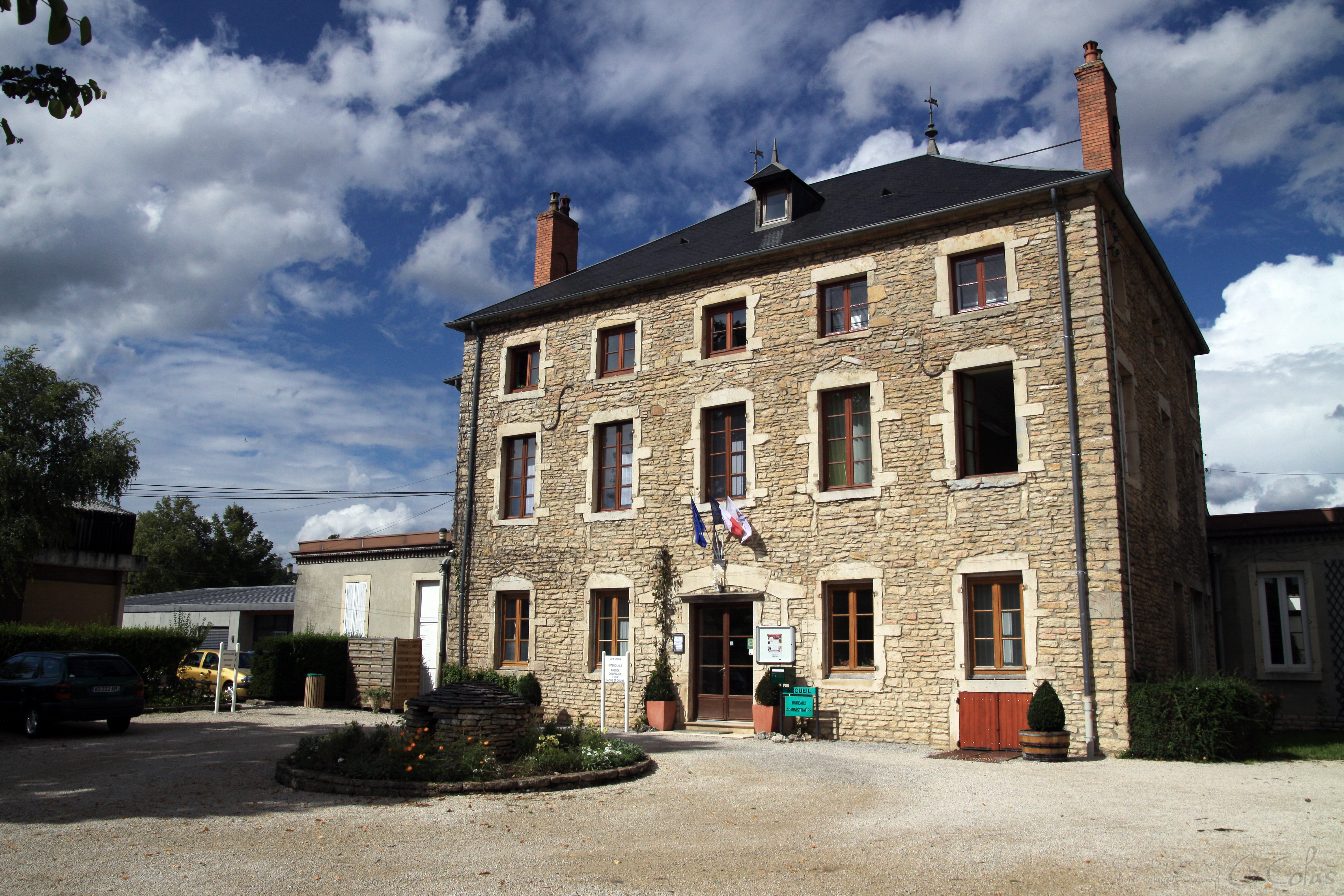
Lycée Viticole de Beaune La Viti

Cet enseignement de niveau bac+2 conduit aux brevets de technicien supérieur agricole (BTSA) semblables aux BTS de l'enseignement technique supérieur court. La note finale est calculée à partir des résultats des contrôles continus (CCF) et ceux obtenus en épreuve terminale. Les coefficients utilisés varient selon les examens.
Préparés principalement au sein des lycées agricoles, ces diplômes peuvent également être obtenus en alternance, dans un CFA agricole ou en formation pour adultes (Centre de formation professionnelle et de promotion agricoles). Ils sont accessibles aussi par la voie de la formation à distance (par correspondance) par l'intermédiaire d'un organisme de formation comme le Centre national d'enseignement à distance (CNED), Enaco, École chez soi, EDUCATEL, absformation, CNFDI, Cours Minerve, CERCA du groupe École supérieure d'agricultures d'Angers... Les centres de formation à distance se distinguent en général par l'absence de numerus clausus et par la liberté d'organisation des apprentissages. Les formations à distance sont ouvertes aux étudiants, aux salariés, aux demandeurs d'emploi sans conditions d'âge. Les formations peuvent être prises en charge au titre des financements de la formation professionnelle continue. Ceux qui suivent ces formations peuvent ensuite s'inscrire au rectorat (individuellement ou par l'intermédiaire de l'établissement) lors de la deuxième année pour passer l'examen. La validation des acquis peut permettre, pour certaines formations, d'obtenir des dispenses d'épreuves selon les acquis académiques (cas des personnes déjà titulaires d'un BTS, DUT, DEUG, DEUST, L2 ou classes préparatoires aux grandes écoles) ou du parcours antérieur.
BTSA Viticulture-Œnologie : Le brevet de technicien supérieur agricole en viticulture et œnologie est dispensé dans plusieurs lycées agricoles de France. La formation peut être suivi en formation initiale, ou en alternance. Après un premier BTS dans le même secteur (BTS Technico-commercial Vin et Spiritueux...), la formation peut être suivie sur un an au lieu des deux années usuelles. Les poursuites d'études supérieures sont possibles vers les licences ou en préparation au grandes écoles.
L'enseignement supérieur agricole long est donné dans les écoles supérieures publiques ou privées accessibles, soit immédiatement après le baccalauréat, soit par concours après deux ans de classes préparatoires Biologie, chimie, physique et sciences de la terre (BCPST) ou Technologie et biologie (TB).

### Licence professionnelle
Il existe plusieurs Licences professionnelles consacrées aux métiers agricoles. 
Il existe une licence spécialisée en viticulture et œnologie dont l'intitulé varie d'un établissement à l'autre, le contenu aborde les sciences de la vigne, l'innovation, la gestion d'entreprise.

### Master
En France, œnologue est un titre soumis à l'obtention d'un diplôme d'État délivré conjointement par le ministère de l'Agriculture et le ministère de l'Éducation nationale. Ce titre est réglementé par la loi no 55-308 et par le décret no 82-681 qui nécessite l'obtention du diplôme national d'œnologue. De ce fait, l'œnologue est soumis à des devoirs et à des droits particuliers. En France, il existe cinq centres dispensant les cours du diplôme national d’œnologue : 
Le master Vigne, vin et terroir est dispensé à l'Institut de la Vigne et du Vin Jules Guyot, rattaché à l'Université de Bourgogne à Dijon. C'est un master professionnel, accessible après une licence ou en formation continue. Les unités d'enseignement dispensées sont notamment : Structure et fonctionnement des sols viticoles, Nutrition carbonée et métabolisme de la vigne, Agronomie viticole, Aspects biophysiques des terroirs viticoles, Viticulture durable, Exploration des ressources génétiques de la vigne, Outils analytiques, Technologie des vinifications, Histoire, économie et sociétés des mondes de la vigne et du vin, Régions, terroirs et vins, Droit, réglementation et économie de la filière, Stratégie commerciale, Deux stages en milieu professionnel. Enfin il existe une option : viticulture / pathologie de la vigne / dynamique des sols et micropolluants / interactions plante-microorganisme.
Certaines écoles d'ingénieur en agronomie proposent une spécialisation lors de la dernière année, pour également obtenir le diplôme d'œnologue, à l'Institut agro, sur le site de Montpellier.

### Formation en paysagisme
Plusieurs écoles permettent de devenir paysagiste. L'École nationale supérieure de paysage de Versailles permet d'acquérir des compétences dans le domaine de l'aménagement des espaces urbains pour en assurer la maîtrise d'œuvre.

### Formation vétérinaire

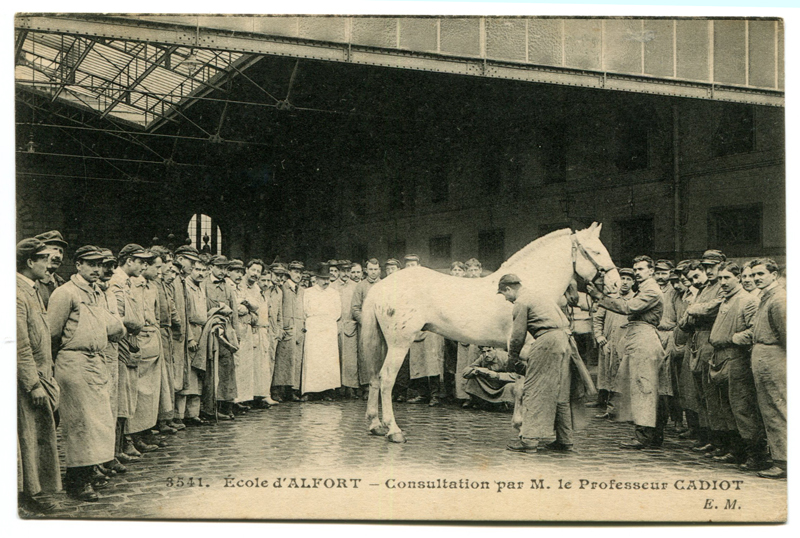
Consultation à l'École nationale vétérinaire d'Alfort

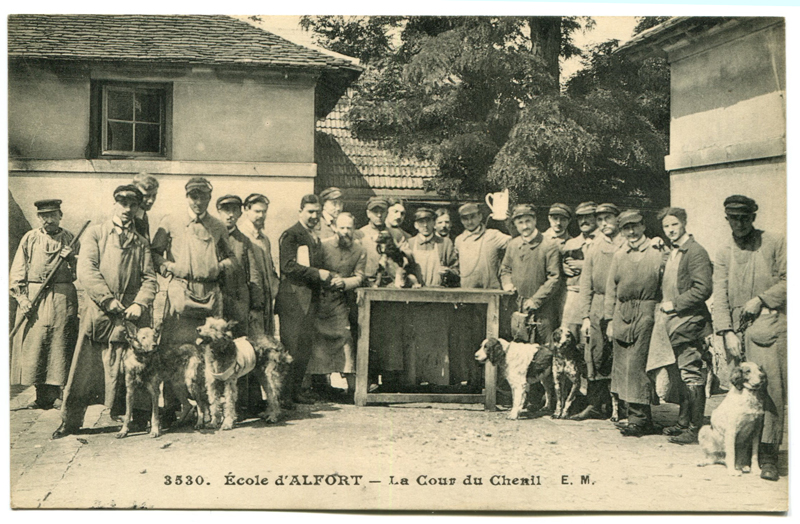
Chenil de l'école vétérinaire d'Alfort au début du XXe siècle

Les écoles vétérinaires sont placées sous la tutelle du ministère chargé de l'agriculture. Notamment l'École nationale vétérinaire d'Alfort qui existe depuis 1766 ce qui fait d'elle l'une des plus anciennes du monde.
L'École nationale vétérinaire de Nantes a fusionné en 2010  avec l’École nationale d'ingénieurs des techniques des industries agricoles et agroalimentaires (ENITIAA) pour former Oniris, l'École nationale vétérinaire, agroalimentaire et de l'alimentation, Nantes-Atlantique.

### Formation d'ingénieur

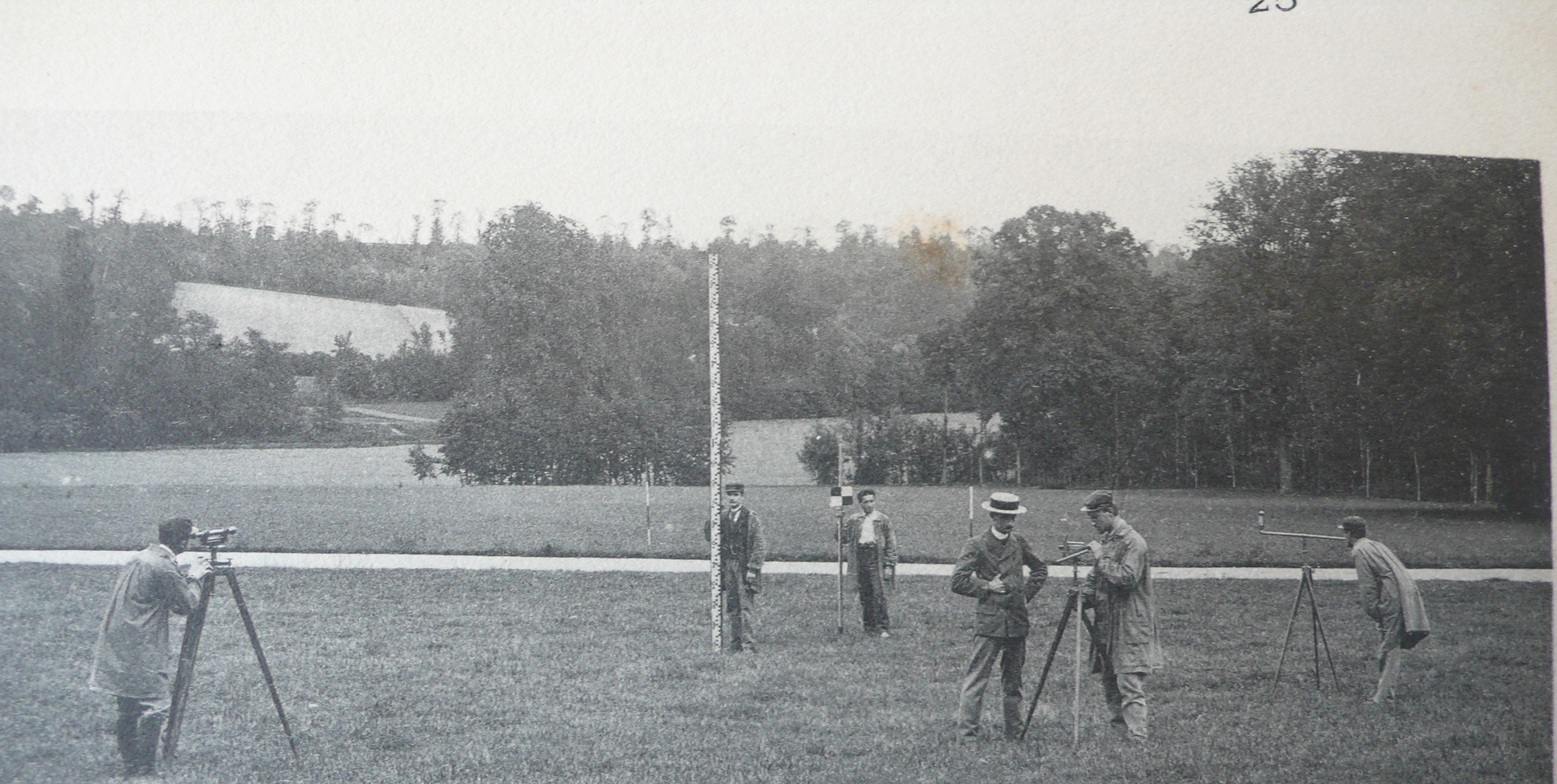
Cours d'arpentage dans une école d'agronomie au XXe siècle (Grignon)

Les écoles d'ingénieurs affiliées au ministère de l'agriculture délivrent un diplôme généraliste anciennement qualifié d'ingénieur agronome ou d'ingénieur en agriculture. Il existe plusieurs établissements d'enseignement supérieurs publics situés à Rennes, Montpellier, Paris, Dijon, Toulouse, Nancy, Bordeaux, Clemont-Ferrand, Strasbourg.  
L'école de Bordeaux et l'école de Strasbourg ont conservé leur indépendance de fonctionnement.
Les autres établissements d'enseignement supérieur public gardent leur existence propre, mais se sont regroupés dans des instituts avec une direction commune. 
Par exemple, l'Institut national d'enseignement supérieur pour l'agriculture, l'alimentation et l'environnement ou « Institut Agro » est un complexe universitaire national, créé en 2020, à la suite d'une fusion d'établissement. L'institut Agro englobe les écoles de l'Institut Agro Rennes-Angers (auparavant appelé Agrocampus Ouest), L'Institut Agro Dijon, L'Institut Agro Montpellier. Tout en conservant leur lieu de formation et leurs diplômes, les différents établissements sont régis par une direction commune. 
De même, AgroParisTech est un établissement créé en 2007, regroupant plusieurs écoles précédemment indépendantes : l'Institut national agronomique Paris-Grignon (INA-PG) ; l'École nationale du génie rural, des eaux et des forêts (ENGREF) ; l'École nationale supérieure des industries agricoles et alimentaires (ENSIA). L'école de Grignon est la première école d'ingénieur agronome ayant existé en France.
VetAgro Sup est une autre fusion d'établissements qui regroupe depuis 2010, l'école de Clermont-Ferrand, l'école nationale vétérinaire de Lyon et l'école nationale des services vétérinaires située à Lyon également.
L'école de Toulouse fait partie d'un institut national polytechnique, créé en 1969, regroupant des formations diversifiées telles que la formation vétérinaire (École nationale vétérinaire de Toulouse). De même que l'école de Nancy qui fait partie de l'institut national polytechnique de Lorraine en 1969 puis rattaché à l'université de Lorraine en 2012.

### Doctorat
Il est possible de faire un doctorat dans différents domaines de l'agriculture (agronomie, œnologie, viticulture, etc.). Ce ne sont cependant pas des formations à proprement parler, mais des niveaux d'études acquis.